# Schapenmelk

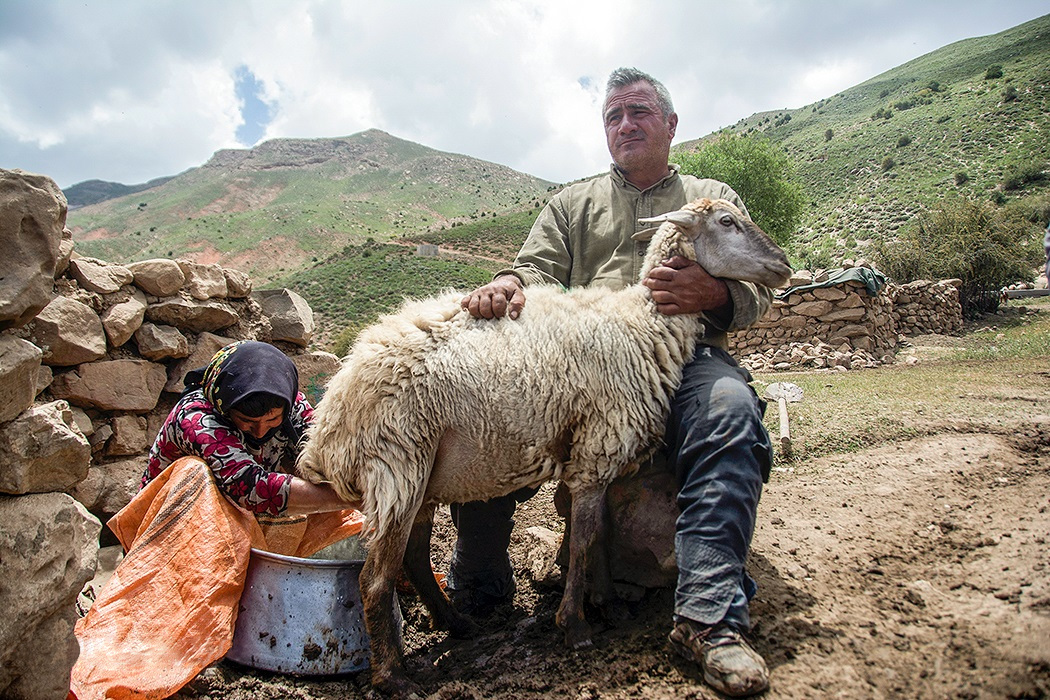
Een Koerdische vrouw melkt een schaap in Noord-Khorasan, Iran

Schapenmelk is de melk van schapen. Het wordt vaak gebruikt om zuivelproducten, zoals kaas te maken. Beroemde kazen van schapenmelk zijn onder andere de feta in Griekenland, de ricotta in Italië en de roquefort in Frankrijk.

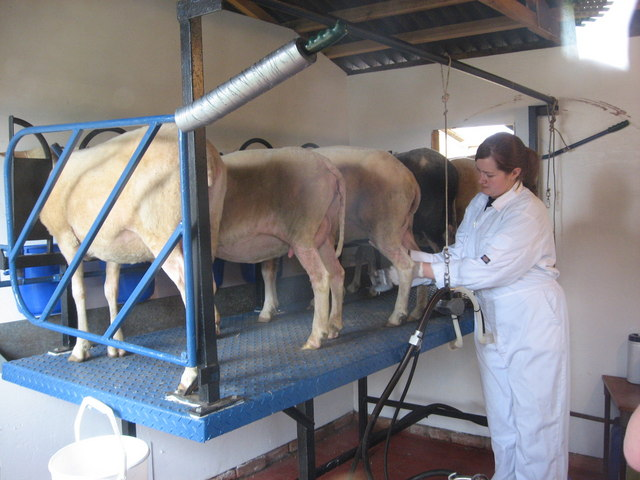
Schapen worden gemolken bij de Great Bircham Windmill

## Schapenrassen
De populairste schapenrassen voor de productie van schapenmelk zijn (o.a.):
- Assaf uit Israël
- Awassi uit Syrië
- Chios uit Griekenland
- Lacauneschaap uit Frankrijk
- Oost-Fries melkschaap uit Duitsland
- Sarda uit Italië
- Zwartbles uit Nederland

## Samenstelling
De voedingswaarde van schapenmelk is vrij hoog. Zo bevat schapenmelk overduidelijk meer melkvetten en eiwitten vergeleken met melk van andere zoogdieren (zie: tabel).
|             | vrouw | koe   | geit  | schaap | paard | buffel | kameel | ezel  | rendier | jak   |
| ----------- | ----- | ----- | ----- | ------ | ----- | ------ | ------ | ----- | ------- | ----- |
| eiwit       | 1,5 g | 3,5 g | 3,8 g | 5,2 g  | 2,1 g | 4,0 g  | 3,4 g  |       |         |       |
| vet         | 4,0 g | 3,4 g | 4,1 g | 6,2 g  | 1,3 g | 8,0 g  | 4,2 g  | 1,4 g | 18,0 g  | 9,0 g |
| melksuiker  | 6,9 g | 4,6 g | 4,4 g | 4,2 g  | 6,3 g | 4,9 g  | 4,3 g  | 6,3 g | 2,8 g   |       |
| reststoffen | 0,3 g | 0,8 g | 1,9 g | 0,9 g  | 0,4 g |        |        | 0,4 g | 1,5 g   |       |

## Productie

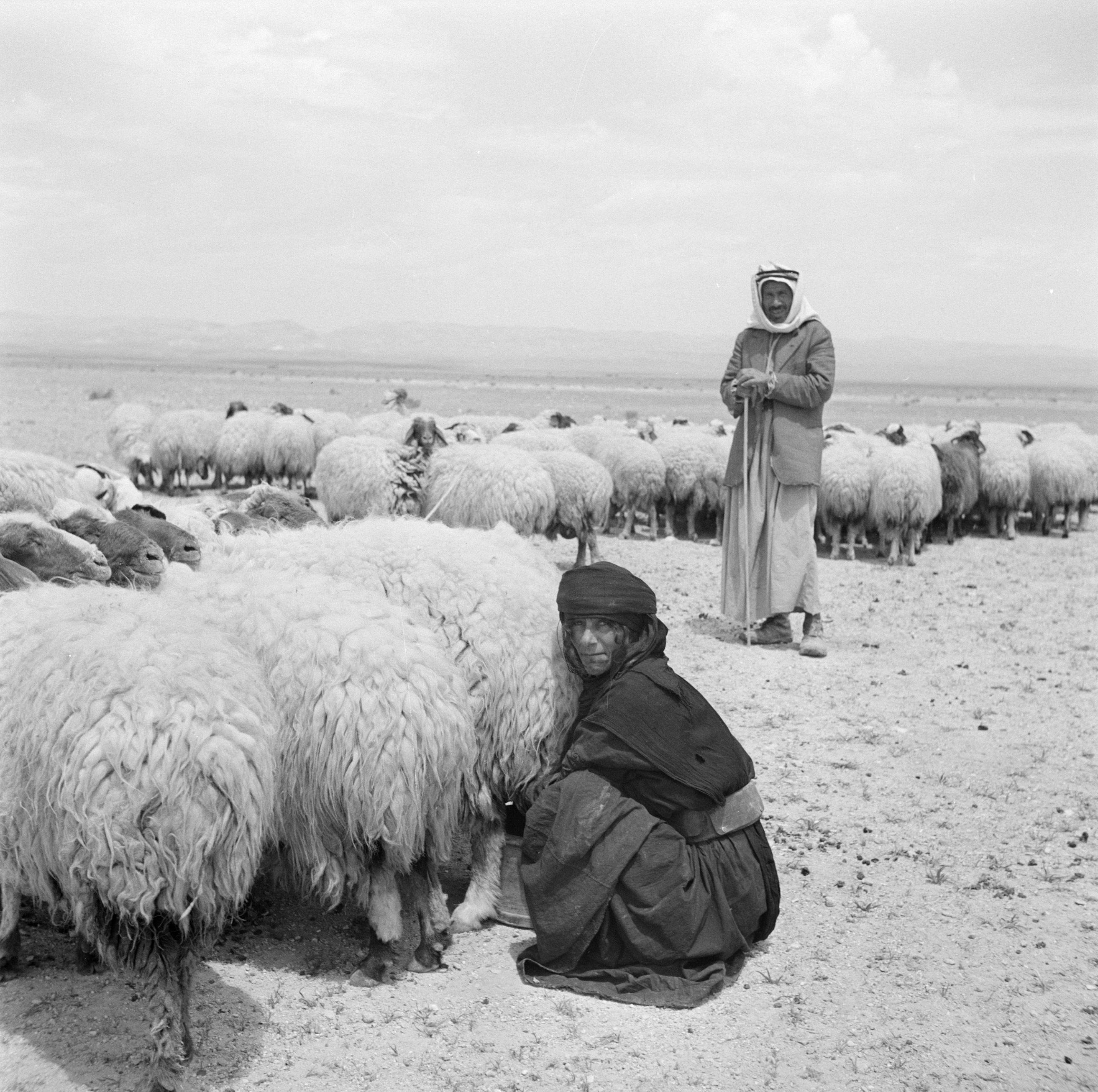
Bedoeïenen met hun schapen in Syrië (1950)

Schapenmelk is populair in landen aan het Middellandse Zeegebied en op het Balkanschiereiland, in het Midden-Oosten, de Kaukasus, Centraal-Azië en in een aantal landen in Oost-Afrika. 
| Rang | Land        | Productie (in metrieke ton) |
| ---- | ----------- | --------------------------- |
| 1    | China       | 1.540.000                   |
| 2    | Turkije     | 1.101.013                   |
| 3    | Griekenland | 705.000                     |
| 4    | Syrië       | 684.578                     |
| 5    | Roemenië    | 632.582                     |
| 6    | Spanje      | 600.568                     |
| 7    | Soedan      | 540.000                     |
| 8    | Somalië     | 505.000                     |
| 9    | Iran        | 470.000                     |
| 10   | Italië      | 383.837                     |